# Wydawnictwo Rabid
Wydawnictwo Rabid – krakowskie wydawnictwo, prowadzone przez Monikę i Andrzeja Pitrusa specjalizujące się w wydawaniu książek z dziedziny szeroko pojętej humanistyki współczesnej: film, media, telewizja, reklama, gender, kultura popularna.